# Librevillea klainei
Librevillea klainei är en ärtväxtart som först beskrevs av Hermann August Theodor Harms, och fick sitt nu gällande namn av Hoyle. Librevillea klainei ingår i släktet Librevillea och familjen ärtväxter. Inga underarter finns listade i Catalogue of Life.